# Kike Rodríguez
Kike Rodríguez Castillo ( Santiago de Surco, Provincia de Lima, Perú, 6 de septiembre de 1991) es un futbolista peruano que juega como defensa central y su actual equipo es Deportivo Lute de la Copa Perú. Fue internacional con la selección Sub-20 del Perú, pero no formó parte del plantel que jugó el Campeonato Sudamericano Sub-20 de 2011. Es hermano del también futbolista Iván Rodríguez Castillo.

## Trayectoria
Profesionalmente debutó con el Colegio Nacional de Iquitos en el 2010. Al siguiente año bajo el mando de Marcial Salazar descendió de categoría. En el 2011 con el CNI de Iquitos jugó 20 partidos siendo pieza fundamental en el elenco charapa, lamentablemente a final de temporada descendió de categoría.
Fue campeón de la Copa Perú en el 2012 con el UTC logrando así volver a la Primera División. También fue campeón de la Segunda División del Perú con Los Caimanes haciendo una dupla imparable con el colombiano Roller Cambindo. Se quedó por todo el 2014 jugando así con el número 14, colectivamente fue desastrosa la campaña de Los caimanes, descendiendo de categoría aquel año. Al siguiente año queda subcampeón de la Segunda solo a 2 puntos de Comerciantes Unidos el cual campeonó ese año.
Luego de un buen 2016 en Los Caimanes kikín ficha por los Comerciantes Unidos para jugar la Copa Conmebol Sudamericana 2017 en el cual debutó jugando en Uruguay contra el Boston River en un encuentro que terminó 3-1 a favor del local donde kikin hizo un autogol considerado uno de los bloopers de la Copa Sudamericana. A medios del 2017 llegó como refuerzo al Juan Aurich. Sin embargo, jugó 8 partidos y descendió de categoría.
Llega al Carlos Stein que participa en la Copa Perú en busca del ascenso sin embargo esto no se logró quedando eliminados en primera fase, llegando meses después a Los Caimanes que participaba en Segunda División de Perú renovando hasta el año 2019, ese mismo año participó regularme en sus partidos por Liga 2 y Copa Bicentenario, en el duelo contra Pirata F.C. atrajo el interés de este, el cual lo fichar'ia para el Torneo Clausura.

## Carrera
| Equipo                        | País   | Temporada   |
| ----------------------------- | ------ | ----------- |
| C. N. I                       | Perú   | 2010-2011   |
| UTC                           | Perú   | 2012        |
| Los Caimanes                  | Perú   | 2013-2016   |
| Comerciantes Unidos           | Perú   | 2017        |
| Juan Aurich                   | Perú   | 2017        |
| Carlos Stein                  | Perú   | 2018        |
| Los Caimanes                  | Perú   | 2018-2019   |
| Pirata F.C.                   | Perú   | 2019        |
| Sport San Francisco           | Perú   | 2020        |
| Los Caimanes                  | Perú   | 2021        |
| Tauro FC                      | Panamá | 2022        |
| Defensor La Bocana            | Perú   | 2022        |
| Juventud La Joya (Lambayeque) | Perú   | 2023 - 2024 |
| Deportivo Lute                | Perú   | 2024 -      |

## Palmarés
| Título           | Club         | País | Año  |
| ---------------- | ------------ | ---- | ---- |
| Copa Perú        | UTC          | Perú | 2012 |
| Segunda División | Los Caimanes | Perú | 2013 |

### Distinciones individuales
| Distinción                                                                                            | Año  |
| --- | ---- |
| Incluido en el equipo ideal del Campeonato Descentralizado según el portal periodístico DeChalaca.com | 2017 |